# پریمرووز (نبراسکا)
پریمرووز(به انگلیسی: Primrose) شهری در ایالت نبراسکا کشور ایالات متحده آمریکا است که جمعیت آن در سرشماری سال ۲۰۱۰ میلادی، ۶۱ نفر بوده‌است.